# Nezjnyj vozrast
Nezjnyj vozrast (russisk: Нежный возраст) er en sovjetisk spillefilm fra 1983 af Valerij Isakov.

## Medvirkende
- Jevgenij Dvorzjetskij som Kir Lopukhov
- Pavel Ilin som Aleksej Mamykin
- Aljona Beljak som Olja
- Natalja Kem som Nadja
- Valentina Titova som Erna Fjodorovna